# 尤里卡計劃
尤里卡計劃 (EUREKA) 是歐盟的一個研究組織，成立於1985年。尤里卡計劃的宗旨著重於市場導向的產業技術研究發展，其他領域例如軍事，則不會涉入。目前每年約新增一百多個子計劃。
舉例來說，尤里卡計劃資助與合作的子計劃包括 E!147計劃。該計劃所發展出來的技術包括 Musicam，用於數位音效廣播 (DAB, Digital Audio Broadcast)；以及 ASPEC (Adaptive Spectral Perceptual Entropy Coding)，用於一種改良的 MP3音效格式。
Eureka (或 'Heureka'; 希臘文 ηὕρηκα) 其原文的意思是“我找到了！”。
文獻記載當阿基米德泡在浴缸中，悟出物體所受的浮力等於其排開的水重量時，他高興地跳出浴缸，裸身跑到街上，同時大喊“Eureka!”

## 引用文獻
- https://web.archive.org/web/20070928032642/http://www.eureka.be/files/:13205

## 相關網頁
- 官方網站